# Сланчањски рејон
Сланчањски рејон (рус. Сланцевский район) административно-територијална је јединица другог нивоа и општински рејон на крајњем југозападу Лењинградске области, на северозападу европског дела Руске Федерације.
Административни центар рејона је град Сланци. Према проценама националне статистичке службе Русије за 2015, на територији рејона је живело 43.892 становника или у просеку око 20,03 ст/км².

## Географија
Сланчањски рејон смештен је на крајњем југозападу Лењинградске области. Обухвата територију површине 2.191,09 км², и по том параметру налази се на 16. месту међу 17 рејона у области. Са севера је ограничен територијом Кингисепшког рејона, на североистоку је Волосовски, а на истоку Лушки рејон. На југу су рејони Псковске области (Гдовски и Пљушки), док је на западу међународна граница са Естонијом (округ Ида-Виру). Административни центар рејона, град Сланци, налази се на око 175 километра југозападно од историјског центра Санкт Петербурга.
Територија Сланчањског рејона налази се у међуречју Луге (на истоку) и Нарве (на западу), а обе реке припадају сливном подручју Финског залива. Река Нарва, која уједно представља и природну границу између Русије и Естоније, у северозападном делу рејона је преграђена браном чијом градњом је формирано вештачко Нарвско језеро површине 191,4 км². Најважнија притока Нарве на подручју Сланчањског рејона је река Пљуса. Најважнија притока Луге, која представља део североисточне границе рејона, на истоку је река Долгаја. На крајњем југозападу рејон уским појасом излази на обале Чудског језера, док су највеће језерске површине на истоку рејона Самро (чија већина акваторије се налази на подручју Лушког рејона) и Дуго језеро.

## Историја
Сланчањски рејон успостављен је 11. марта 1941. године од делова Кингисепшког и Гдовског рејона. У периоду између 1963. и 1965. рејон је био привремено распуштен, а његова територија подељена између Лушког и Кингисепшког рејона.
У садашњим границама рејон је од 1. јануара 2006. године.

## Демографија и административна подела
Према подацима пописа становништва из 2010. на територији рејона је живело укупно 43.523 становника, док је према процени из 2015. ту живела 43.892 становника, или у просеку 20,03 ст/км². По броју становника Волосовски рејон се налази на 16. месту у области и његова популација чини свега 2,47% свеукупне обласне популације. Једино градско насеље на територији рејона је град Сланци, који је уједно и административни центар, и у којем живи готово 80% од укупне рејонске популације.
| 1959.  | 1970.  | 1979.  | 1989.  | 2002.  | 2010.  | 2015.   |
| ------ | ------ | ------ | ------ | ------ | ------ | ------- |
| 41.624 | 51.818 | 52.715 | 54.061 | 47.851 | 43.523 | 43.892* |

Напомена:* Према процени националне статистичке службе.
На подручју рејона постоји укупно 156 насељених места, међусобно подељених на 6 сеоских и једну градску општину.

## Привреда
На подручју рејона налазе се значајнији депозити уљних шкриљаца.